# Triplophyllum pentagonum
Triplophyllum pentagonum är en ormbunkeart som först beskrevs av Roland Napoléon Bonaparte, och fick sitt nu gällande namn av Holtt. Triplophyllum pentagonum ingår i släktet Triplophyllum och familjen Tectariaceae. Inga underarter finns listade.